# Hrabstwo Roanoke

Piramida wieku hrabstwa

Hrabstwo Roanoke – hrabstwo w USA, w stanie Wirginia, według spisu z 2000 roku liczba ludności wynosiła 85 778. Siedzibą hrabstwa jest Salem.

## Geografia
Według spisu hrabstwo zajmuje powierzchnię 650 km², z czego 649 km² stanowią lądy, a 1 km² – wody.

### Miasta
- Vinton

### CDP
- Cave Spring
- Glenvar
- Hollins